# Ocotea athroanthes
Ocotea athroanthes är en lagerväxtart som beskrevs av C.K. Allen. Ocotea athroanthes ingår i släktet Ocotea och familjen lagerväxter. Inga underarter finns listade i Catalogue of Life.